# André Brulé
Pour les articles homonymes, voir Brûlé.
André Brulé est un acteur, metteur en scène et directeur de théâtre français né le 24 septembre 1879 à Bordeaux (Gironde) et mort le 14 février 1953 à Neuilly-sur-Seine (Seine).  

## Biographie
Issu d’une famille de manufacturiers, Albert André Brulé naît le 24 septembre 1879 à Bordeaux (Gironde) de Gabriel Lucien Brulé, négociant, et Marie Claudine Grésely, sans profession. Il a un jeune frère, Lucien, né en 1887 et qui deviendra également acteur.
Il s’intéresse très tôt au théâtre. Élève au Conservatoire national de Musique en 1899, il devient artiste dramatique. Sarah Bernhardt le remarque et lance sa carrière. Il joue notamment en 1908 le rôle d'Arsène Lupin, le gentleman cambrioleur créé par Maurice Leblanc,. En 1910, il participe à une tournée théâtrale en Belgique puis en Russie. Il joue parallèlement dans divers films muets.
Durant la guerre, André Brulé, réformé depuis 1911, souscrit un engagement volontaire pour la durée du conflit dans le train des équipages automobile en novembre 1914. Il est à nouveau réformé pour motif médical en janvier 1916. Il contribue alors à l'effort de guerre en participant à une tournée de propagande artistique en Espagne, au Portugal et en Amérique Centrale et du Sud de 1916 à 1918.
Dans les années 1930, il tourne plusieurs films dont Les Gens du voyage de Jacques Feyder où son panache s'impose et le fait revenir au premier plan. Il tient le rôle-titre dans Vidocq de Jacques Daroy l'année suivante. En 1940, il crée au théâtre Les Monstres sacrés de Jean Cocteau, aux côtés d'Yvonne de Bray et Jany Holt. En 1942, après le tournage de Retour de flamme en 1942, il se retire des plateaux de tournage — malgré une tentative de retour avortée en 1945,, puis de la scène.
Metteur en scène de nombreuses pièces dès les années 1920, il dirige le théâtre de la Madeleine jusqu'à sa mort. Il organise par ailleurs de nombreuses tournées théâtrales à l'étranger. Il est nommé de président du Syndicat des directeurs de théâtre de Paris et de président du Dîner des artistes.
Sa contribution à l'art dramatique lui vaut une reconnaissance institutionnelle concrétisée par les insignes de chevalier de la Légion d'honneur en 1928. Il est promu officier du même ordre en 1947.
Il meurt le 14 février 1953 à Neuilly-sur-Seine (Seine), à l'âge de 73 ans. Ses obsèques ont lieu à l'église Saint-Jacques de Neuilly avant l'inhummation au cimetière de Sceaux.

### Vie privée
De sa relation avec l'actrice Ghislaine Dommanget (1900-1991) est issu un fils, Jean-Gabriel, né en 1934 à Nice.
Le 23 septembre 1940, il épouse à la mairie de Corenc (Isère) l'actrice Madeleine Lely (1878–1961),, sa partenaire de scène depuis le début du siècle et qui reprendra la direction de la Madeleine au décès de son mari.

## Théâtre

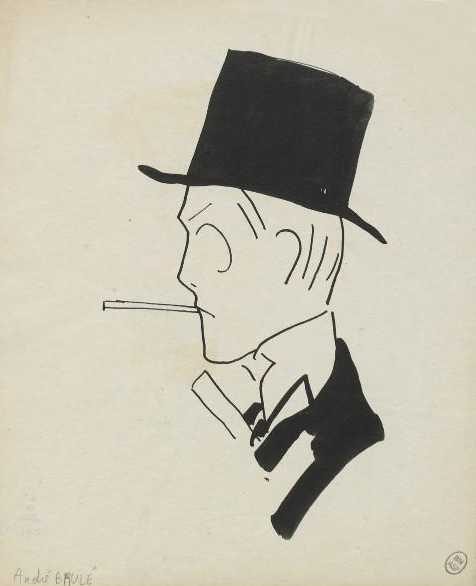
André Brulé caricaturé par Charles Gir.

- 1897 : La Samaritaine d’Edmond Rostand, théâtre de la Renaissance  : Jean
- 1899 : Les Miettes d’Edmond Sée, théâtre de l'Athénée : Henri de Xylas
- 1899  : Dalilette d'Henri Lyon, théâtre des Mathurins
- 1900 : La Gitane de Jean Richepin, mise en scène André Antoine, théâtre Antoine : José
- 1900  : Éducation de prince de Maurice Donnay, théâtre des Variétés : Sacha
- 1902 : La Duchesse des Folies-Bergère de Georges Feydeau, théâtre des Nouveautés : le prince Serge
- 1904 : La Bâillonnée de Pierre Decourcelle et Paul Rouget, théâtre de l'Ambigu-Comique : Christian de Revel
- 1904 : Maman Colibri d'Henry Bataille, théâtre du Vaudeville : Georges de Chambry
- 1905 : La Belle Marseillaise de Pierre Berton, théâtre de l'Ambigu-Comique : Crissenoy
- 1905 : Cœur de moineau de Louis Artus, théâtre de l'Athénée : Claude
- 1906 : Le Bourgeon de Georges Feydeau, théâtre du Vaudeville : Maurice de Plounidec
- 1906 : Chaîne anglaise de Camille Oudinot et Abel Hermant, théâtre du Vaudeville : Éric Davis
- 1907 : Paris-New York de Francis de Croisset et Emmanuel Arène, théâtre Réjane : Roland de Commersac
- 1907 : Monsieur de Courpière d'Abel Hermant,  théâtre de l'Athénée : Maurice de Courpière
- 1907 : Raffles de Ernest William Hornung et Eugene Wiley Presbrey, théâtre Réjane
- 1908 : Chérubin de Francis de Croisset, théâtre Femina : Chérubin
- 1908 : Arsène Lupin de Francis de Croisset et Maurice Leblanc, théâtre de l'Athénée : le duc de Charmerace
- 1909: Le Greluchon de Maurice Sergine, théâtre de l'Athénée : Gaston Lagarde
- 1909 : Le Danseur inconnu de Tristan Bernard, théâtre de l'Athénée : Henri Calvel
- 1911 : L'Enfant de l'amour d'Henry Bataille, théâtre de la Porte-Saint-Martin : Maurice Orland
- 1911 : Une aventure d'Arsène Lupin de Maurice Leblanc, La Cigale
- 1912 : Le cœur dispose de Francis de Croisset, théâtre de l'Athénée
- 1913 : La Semaine folle d’Abel Hermant, théâtre de l'Athénée : le prince Kamenski
- 1913 : Le Bourgeon de Georges Feydeau, théâtre de l'Athénée : Maurice de Plounidec
- 1914 : L'Épervier de Francis de Croisset, théâtre de l'Ambigu : Georges de Dasetta
- 1920 : L'Homme à la rose d'Henry Bataille, mise en scène André Brulé, théâtre de Paris : Don Juan
- 1920 : Arsène Lupin de Francis de Croisset et Maurice Leblanc, théâtre de Paris
- 1921 : Cœur de lilas de Tristan Bernard et Charles-Henry Hirsch, mise en scène André Brulé, théâtre de Paris
- 1922 : Le Vertige de Charles Méré, mise en scène André Brulé, théâtre de Paris : Henri de Cassel
- 1922 : Les Don Juanes  de Jean-José Frappa et Henry Dupuy-Mazuel d'après Marcel Prévost, théâtre de la Porte-Saint-Martin : Vaugrenier
- 1923 : Le Prince Jean de Charles Méré, théâtre de la Renaissance : Lucien Giraud / Jean d'Axel
- 1926 : Notre amour de Fernand Nozière, mise en scène André Brulé, théâtre Antoine : René Jadin
- 1926 : Le Docteur Miracle de Francis de Croisset et Robert de Flers, théâtre de la Madeleine : Georges Duprat
- 1928 : Satan de Louis Verneuil, mise en scène André Brulé, théâtre Antoine : Maurice Grancey
- 1928 : Amants de Maurice Donnay, mise en scène André Brulé, théâtre Antoine :  Vétheuil
- 1929 : Tristan et Iseut  de Joseph Bédier et Louis Artus, mise en scène André Brulé, théâtre du Palais de la Méditerranée (Nice) : Tristan
- 1929  : La Troisième Chambre de Sacha Guitry et Albert Willemetz, théâtre de la Madeleine
- 1931 : Mon double et ma moitié ou Vingt-quatre heures dans la vie d'un homme de Sacha Guitry, théâtre de la Madeleine
- 1931 : L'Épervier de Francis de Croisset, théâtre de Vaugirard : Georges de Dasetta
- 1932  : Avril de Georges Berr et Louis Verneuil, théâtre des Variétés : Philippe Menneray
- 1933 : Un homme du Nord de Charles Méré, mise en scène André Brulé, théâtre Marigny : Gaëtan Devoisy
- 1935 : Amants de Maurice Donnay, Théâtre national de l'Odéon puis Grand Casino de Vichy : Vethenil
- 1937 : Victoria Regina de Laurence Housman, mise en scène André Brulé, théâtre de la Madeleine
- 1940 : Les Monstres sacrés de Jean Cocteau, mise en scène André Brulé, théâtre Michel : Florent
- 1942 : Les Inséparables de Germaine Lefrancq, mise en scène Jacques Baumer, théâtre de Paris : André Quaranta
- 1947 : Passage du malin de François Mauriac, mise en scène Jean Meyer, théâtre de la Madeleine : Bernard Lecêtre
- 1948 : Les Enfants d’Édouard de Marc-Gilbert Sauvajon d'après Frederic Jackson et Roland Bottomley, mise en scène Jean Wall, théâtre des Célestins puis théâtre de la Madeleine : Dominique Revol

## Filmographie
- 1910 : Werther d'Henri Pouctal : Werther
- 1912 : Le Club des élégants de René Leprince : John Veryle
- 1917 : Les Frères corses d'André Antoine
- 1938 : Les Gens du voyage de Jacques Feyder : Fernand
- 1939 : Vidocq de Jacques Daroy : Vidocq
- 1939  : L'Étrange Nuit de Noël d'Yvan Noé : Carter
- 1939 : Métropolitain de Maurice Cam : Zoltini
- 1939 : Le Château des quatre obèses d'Yvan Noé : le docteur Carter
- 1943 : Retour de flamme d'Henri Fescourt : Monsieur de Nogrelle
- 1945 : La Part de l'ombre de Jean Delannoy[14]
- 1946 : Paris 1900, documentaire de Nicole Vedrès